# Hromove, Ciornomorske
Hromove (în ucraineană Громове) este un sat în comuna Okunivka din raionul Ciornomorske, Republica Autonomă Crimeea, Ucraina.

## Demografie
Componența lingvistică a localității Hromove
     Rusă (58,78%)
     Ucraineană (30,03%)
     Tătară crimeeană (10,69%)
     Alte limbi (0,25%)
Conform recensământului din 2001, majoritatea populației localității Hromove era vorbitoare de rusă (58,78%), existând în minoritate și vorbitori de ucraineană (30,03%) și tătară crimeeană (10,69%).